# Konyaite
La konyaite è un minerale.